# Kristin Linklater

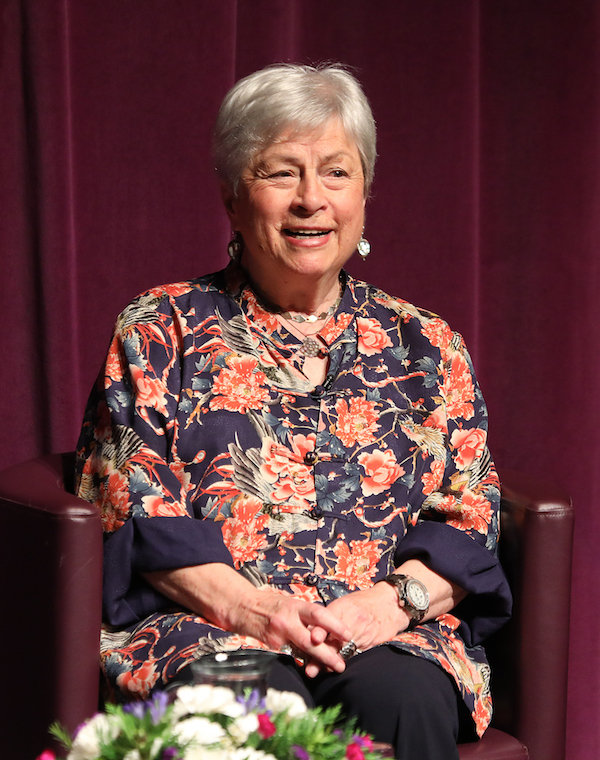
Kristin Linklater

Kristin Linklater (* 22. April 1936 in Orkney; † 5. Juni 2020) war eine schottische Stimmbildnerin, Schauspielerin und Regisseurin.

## Leben
Linklater wurde an der London Academy of Music and Dramatic Art ausgebildet. 1978 war sie Mitbegründerin von Shakespeare & Company. Linklater war bis 1997 Professorin für Theater und Direktorin des Schauspieltrainings am Emerson College in Boston. Seit 1997 arbeitete sie als Professor of Theatre an der Columbia University School of the Arts Graduate Theatre Program, N.Y.C.
Linklater war Autorin von Freeing the Natural Voice, das 1997 von Thea M. Mertz ins Deutsche übersetzt wurde: Die persönliche Stimme entwickeln. Seit den 90er Jahren wird die Stimmbildung nach Linklater verstärkt auch in Europa gelehrt.
Sie war die Tochter des Schriftstellers Eric Linklater und Mutter des Schauspielers Hamish Linklater.